# Comuna Topleț, Caraș-Severin
Topleț este o comună în județul Caraș-Severin, Banat, România, formată din satele Bârza și Topleț (reședința). În prezent, centrul civic al comunei Topleț este situat în satul reședința de comună Topleț, aflat în trupul de pe malul vestic al râului Cerna. Centrul cuprinde dotări sociale și culturale importante. Aici se află Primăria, spitalul, sediul Poliției, clubul, gara, sediul IFET, dotări comerciale și de alimentație publică, farmacia, remiza de pompieri, Oficiul Poștal și Romtelecom.
Toplețul a îmbinat în mod armonios industria și agricultura, având o întreprindere mecanică veche de 130 de ani și în care își desfășoară activitatea 150 de angajați, și un combinat de prelucrare a lemnului cu 100 de angajați. În prezent, pe raza comunei își desfășoară activitatea 31 de societăți comerciale între care una de panificație, 2 stații PECO, o cofetărie - patiserie, puncte alimentare și de alimentație publică. De asemenea, comuna beneficiază de o păstăvărie a Ocolului Silvic Heculane.

## Geografie

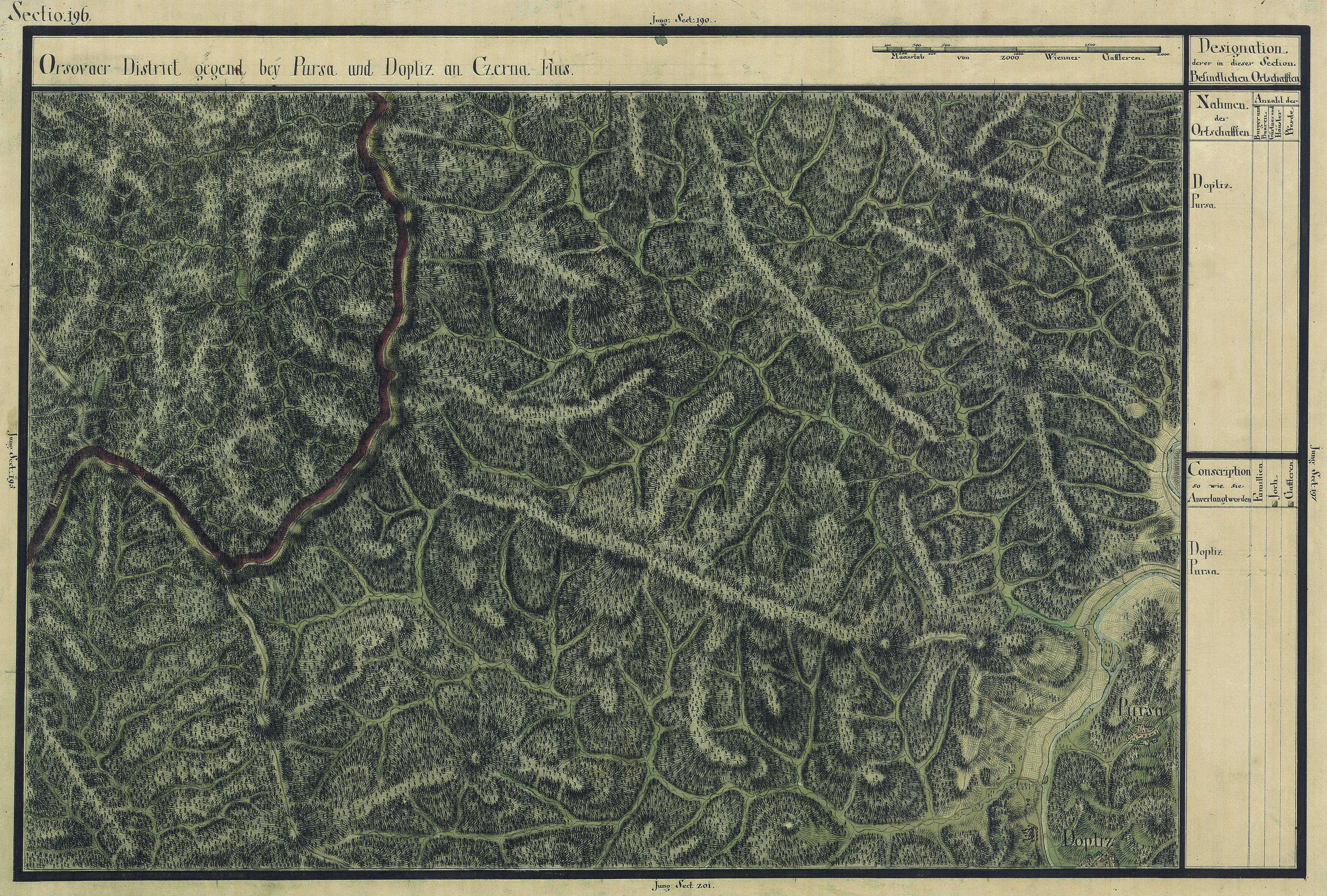
Topleţ în Harta Iosefină a Banatului, 1769-72

În cadrul reliefului, cele două localitați se află amplasate în albia superioară a râului Cerna, pe două terase înalte. Comuna Topleț se învecinează cu: județul Mehedinți spre sud și est; orașul Baile Heculane spre nord; comuna Mehadia spre nord; comuna Prigor spre vest.
Centrul comunei se găsește la 10 km pe calea ferată și 10 km pe șosea de municipiul Orșova, și la 8 km pe calea ferată sau șosea de orașul Băile Herculane. Distanța dintre cele două sate componente ale comunei, respectiv Topleț și Bârza este de aproximativ 2 km, ele fiind legate de drumul national DN 6 (E70), la care urmează să înceapă lucrări de reabilitare de strictă necesitate, putând fi considerate o singură localitate cu două cartiere.
Stația CFR Topleț se găsește la aproximativ 200 de metri de centrul comunei , aceasta având o poziție favorabilă , fiind așezată de-a lungul unui drum de importanță națională și europeană precum și a unei importante magistrale feroviare.
Localitățile comunei sunt situate într-o mică depresiune mărginită de dealuri ce se continuă spre vest cu Munții Almajului și spre est cu Munții Mehedințului, care se desfășoară sub forma unei culmi de-a lungul Cernei, începând în aval de Topleț în sud-vest și până la Oslea spre nord-est. În general, acesți munți se caracterizează printr-o diversitate petrografică, fapt evidențiat și de relief, remarcându-se prezența șisturilor cristaline cărora le corespunde Culmea Cernei cu înalțimi în jur de 1100 m. Creasta Ciucevelor și Geanturilor fiind formate din calcare, râurile de aici dând naștere la chei adânci și sălbatice - Cheile Corcoaiei. Astfel, de la valea arasca ( afluent al Cernei pe stânga ) spre sud-est apar calcare, marmocalcare, gresii și conglomerate care au dat naștere la martori de eroziune (Piatra Closanilor, vârful lui Stan). Acestor roci le corespunde o culme prelungită și îngustă, cu spinare netedă, paralelă cu valea Cernei, cu înalțimi ce arareori depăsesc 1100 m, ale căror flancuri sunt fragmentate de afluenți ai Cernei și Motrului.
Treptele majore de relief ale comunei sunt :
-zona de munte - 30 % 
-zona de deal - 70 %
Teritoriul comunei Topleț oferă cantitați mari de piatră de construcție și feldspat. Pe valea râului Iardasita se află minereu de fier, zăcământ alcătuit din magnetita și cuarț, prins între granite și cuartite.
Prin amplasarea în partea de sud-vest a țării comuna Topleț se gasește în zona de influență a climatului submediteranean , datorită pătrunderii maselor de aer cald și umed dinspre Marea Adriatică, influențe ale climatului temperat - continental sunt oprite de masivele montane care străjuiesc valea. Valorile medii multianuale ale temperaturii aerului cresc de la nord spre sud, astfel Vârful Tarcu 0,2 grade Celsius, C. Balmez 5,1 grade Celsius, Băile Herculane 10,5 grade Celsius, Topleț 10,1 grade Celsius și Orșova 11 grade Celsius.

## Demografie
Componența etnică a comunei Topleț
     Români (91,01%)
     Alte etnii (1,38%)
     Necunoscută (7,61%)
Componența confesională a comunei Topleț
     Ortodocși (87,31%)
     Baptiști (2,18%)
     Alte religii (2,67%)
     Necunoscută (7,84%)
Conform recensământului efectuat în 2021, populația comunei Topleț se ridică la 2.246 de locuitori, în scădere față de recensământul anterior din 2011, când fuseseră înregistrați 2.625 de locuitori. Majoritatea locuitorilor sunt români (91,01%), cu o minoritate de altele (1,16%), iar pentru 7,61% nu se cunoaște apartenența etnică. Din punct de vedere confesional, majoritatea locuitorilor sunt ortodocși (87,31%), cu minorități de baptiști (2,18%) și altele (1,34%), iar pentru 7,84% nu se cunoaște apartenența confesională.

## Politică și administrație
Comuna Topleț este administrată de un primar și un consiliu local compus din 11 consilieri. Primarul, Ion Blidaru[*], de la Partidul Social Democrat, este în funcție din 1 noiembrie 2024. Începând cu alegerile locale din 2024, consiliul local are următoarea componență pe partide politice:
|  | Partid                          | Consilieri | Componența Consiliului | Componența Consiliului | Componența Consiliului | Componența Consiliului | Componența Consiliului |
|  | ------------------------------- | ---------- | ---------------------- | ---------------------- | ---------------------- | ---------------------- | ---------------------- |
|  | Partidul Social Democrat        | 5          |                        |                        |                        |                        |                        |
|  | Partidul Național Liberal       | 2          |                        |                        |                        |                        |                        |
|  | Uniunea Salvați România         | 2          |                        |                        |                        |                        |                        |
|  | Alianța pentru Unirea Românilor | 1          |                        |                        |                        |                        |                        |
|  | Alianța Național Țărănistă      | 1          |                        |                        |                        |                        |                        |

## Istorie
Prima atestare documentară a comunei datează din anul 1436 si este facută de istoricul maghiar Pesty - Fragyes, în istoria banatului și a judetului "Szoreny" (Severin), apărând sub denumirea de Topleț, ceea ce în limba slavă înseamna cald. 
Odată cu ocupația maghiară, comuna primește numele de toplecz, pe care îl păstrează până în anul 1908, când este denumită Cernaheviz.
În anul 1918, după unirea Banatului cu țara mamă, comuna este denumită oficial Topleț.
Comuna Topleț este formată din două sate : Topleț și Bârza, așezări apărute în etape istorice diferite.
Anul 1893: Punerea în funcțiune a CHE Topleț (80 kW), pe râul Bârza, pentru Fabrica de utilaj și morărit și pentru distribuție publică în comuna Topleț, prima comună electrificată din țară.
În 1917 a fost înregistrată la Tribunalul din Caransebeș, Societatea pe acțiuni „Schramm, Huttl și Schmidt” din Topleț, unde s-au produs unelte agricole și tucerie comercială.